# Zuheros
Zuheros település Spanyolországban, Córdoba tartományban. Zuheros Baena, Luque, Carcabuey, Cabra és Doña Mencía községekkel határos. Lakosainak száma 608 fő (2024).

## Népesség
A település népessége az elmúlt években az alábbi módon változott:
| Lakosok száma | 895  | 838  | 821  | 784  | 746  | 696  | 657  | 641  | 634  | 608  |
|               | 2001 | 2004 | 2006 | 2009 | 2011 | 2014 | 2016 | 2019 | 2021 | 2024 |